# Cyrtauchenius vittatus
Cyrtauchenius vittatus is een spinnensoort uit de familie Cyrtaucheniidae. De soort komt voor in Algerije.